# Rheinische Mosaikwerkstätte

Ein Mosaik der Rheinischen Mosaikwerkstätte.

Die Rheinische Mosaikwerkstätte war ein Unternehmen, das 1874 als „Rheinische Mosaikwerkstätte Peter Beyer & Söhne“ gegründet wurde und bis zum Anfang der 1950er Jahre Mosaike insbesondere für Sakralbauten herstellte. 
Der gelernte Maurer Peter Beyer (1839–1923), der mit Anna Katharina Kolping, einer Nichte von Adolph Kolping verheiratet war, gründete das Unternehmen, das in der Poststraße in Köln angesiedelt war. Nach einiger Zeit verlegte er den Firmensitz in die Goltsteinstraße in Bayenthal. 
Peter Beyers Sohn Ludwig führte die Firma nach dem Tod des Vaters weiter. 
Die Spezialität der Rheinischen Mosaikwerkstatt war die Anfertigung monumentaler Mosaikarbeiten. Ein Beispiel ist das Pantokrator-Mosaik von 1946 in der Kirche St. Peter und Paul in Troisdorf-Eschmar. Ein weiteres Beispiel befindet sich in der Kirche St. Sebastianus in Grevenbroich-Hülchrath.
Auf dem Gelände in der Goltsteinstraße 30 befindet sich heute eine Druckerei.